# Morsjööga
Morsjööga är en sjö i Surahammars kommun i Västmanland och ingår i Norrströms huvudavrinningsområde.